# 対特殊武器衛生隊
対特殊武器衛生隊（たいとくしゅぶきえいせいたい、NBC Countermeasure Medical Unit：NBCCMed）は、陸上自衛隊三宿駐屯地（東京都世田谷区）に駐屯する陸上総隊隷下の衛生科部隊である。

## 概要
対特殊武器衛生隊長は医官たる1等陸佐（三）が充てられ、隊本部、本部付隊および2個の対特殊武器治療隊からなる生物剤感染患者の応急治療を実施する部隊として陸上自衛隊で初めて編成された。生物剤対処専門部隊として生物剤の同定（微生物等を特定すること。）と感染患者の応急治療を任務としている。
2008年（平成20年）3月に2個対特殊武器治療隊で朝霞駐屯地中央即応集団隷下に編成され、2018年（平成30年）3月に三宿駐屯地へ移駐し、陸上総隊直轄となった。

## 任務
中央特殊武器防護隊や他の衛生科部隊と連携し、NBC兵器攻撃による傷病者の診断・治療を行う。特に生物兵器対応を主眼とし、生物兵器同定のための機材の他、治療用の機動展開ができる衛生検査ユニットや陰圧室ユニットを装備している。福島第一原子力発電所事故に際しても、派遣されており、自衛隊員の被曝線量管理等を行っている。

## 沿革
- 2007年（平成19年）4月5日：対特殊武器衛生隊準備隊が朝霞駐屯地において編成完結。

対特殊武器衛生隊
- 2008年（平成20年）3月26日：中央即応集団隷下部隊として、対特殊武器衛生隊が朝霞駐屯地において編成完結。
- 2016年（平成28年）3月：対特殊武器衛生隊本部付隊を朝霞駐屯地に新編。
- 2018年（平成30年）
  - 3月16日：対特殊武器衛生隊が朝霞駐屯地から三宿駐屯地へ移駐。
  - 3月27日：陸上総隊直属部隊として編合[5][6]。

## 部隊編成
- 対特殊武器衛生隊本部
- 対特殊武器衛生隊本部付隊「対特衛-本」
- 第101対特殊武器治療隊「101対特治」
- 第102対特殊武器治療隊「102対特治」

## 主要幹部
| 官職名             | 階級    | 氏名     | 補職発令日     | 前職                      |
| ------------------ | ------- | -------- | -------------- | ------------------------- |
| 対特殊武器衛生隊長 | 1等陸佐 | 木村豊和 | 2025年08月01日 | 自衛隊中央病院第4内科部長 |

| 代 | 氏名     | 在職期間                                                    | 前職                                                                            | 後職                                                       |
| -- | -------- | ----------------------------------------------------------- | ------------------------------------------------------------------------------- | ---------------------------------------------------------- |
| 01 | 岩﨑誠   | 2008年03月26日 - 2009年11月30日                             | 自衛隊札幌病院診療技術部長                                                      | 自衛隊札幌病院第1内科部長 兼 診療技術部長                  |
| 02 | 岩田克喜 | 2009年12月01日 - 2011年11月30日                             | 自衛隊福岡病院総務部長                                                          | 東部方面衛生隊長                                           |
| 03 | 江口英孝 | 2011年12月01日 - 2013年07月31日 ※2012年07月01日 1等陸佐昇任 | 陸上幕僚監部衛生部薬務班長 （2等陸佐）                                          | 自衛隊中央病院衛生資材部薬剤課長                           |
| 04 | 川下康徳 | 2013年08月01日 - 2015年07月31日                             | 第1師団司令部第4部長                                                            | 中央即応集団司令部（朝霞）付                               |
| 05 | 西山靖将 | 2015年08月01日 - 2018年07月31日                             | 自衛隊中央病院総務部健康管理課長 兼 第1内科勤務                                 | 陸上幕僚監部衛生部付                                       |
| 06 | 長川真治 | 2018年08月01日 - 2020年07月31日                             | 防衛医科大学校准教授 兼 自衛隊中央病院                                          | 自衛隊札幌病院診療技術部長 兼 救急科部長 兼 脳神経外科部長 |
| 07 | 山本哲生 | 2020年08月01日 - 2022年07月31日                             | 陸上幕僚監部衛生部付 兼 自衛隊中央病院第1内科勤務 兼 人事教育局衛生官付医務室長 | 自衛隊中央病院臨床医学教育・研究部長                       |
| 08 | 竹島幹雄 | 2022年08月01日 - 2025年07月31日                             | 東北方面衛生隊長                                                                | 自衛隊中央病院総合診療科勤務                               |
| 09 | 木村豊和 | 2025年08月01日 -                                            | 自衛隊中央病院第4内科部長                                                       |                                                            |

## 主要装備
- 衛生検査ユニット
- 陰圧病室ユニット